# 阿部芳美
阿部 芳美（あべ よしみ、1995年4月10日 - ）は、中京テレビのアナウンサー。神奈川県出身。夫はプロサッカー選手の森勇人。

## 来歴・人物
神奈川県立希望ヶ丘高校を卒業し、大学は東海大学体育学部スポーツ・レジャーマネジメント学科を卒業。
2018年4月、中京テレビに入社。
2022年5月2日、出演番組『キャッチ!』と自身のInstagramにて、以前からお付き合いしていた男性と結婚したことを発表。
2023年1月10日、出演番組『オードリーさん、ぜひ会ってほしい人がいるんです。』内で、結婚相手がプロサッカー選手の森勇人であることを公表。
2023年1月〜2月にかけて行われた『オードリーさん、ぜひ会ってほしい人がいるんです。』番組10周年企画「第2期ぜひらー総選挙」にて、第1位を獲得。

## 担当番組
太字は全国放送の番組。
- オードリーさん、ぜひ会ってほしい人がいるんです。（2022年4月25日 - 、 3代目アシスタント）
- 喫茶ソルセオ（2022年10月21日 - 、2代目アルバイト役）[注 2]
- シネマBAR（2024年10月21日 - 、アルバイト役）
- キャッチ!（月曜サブキャスター、リポーター、ナレーション）[注 3]
- スポーツ中継（DRAMATIC BASEBALLなど）

### 過去
- ボイメンジャパネスク（アシスタント）
- ＃っぽいウタ（進行・ナレーション）
- ストライク!（火曜木曜担当）[注 4]
- 前略、大とくさん（2代目アシスタント）[注 5]
- ぐっと（3代目女性MC）[注 6]
- 人のスマホをのぞきたい （2024年7月4日 - 6日の全3回放送。阿部は第2回・中京テレビ制作回（同年7月5日放送）の進行を担当）